# NGC 6867
NGC 6867 (другие обозначения — PGC 64203, ESO 186-6, AM 2006-545, IRAS20065-5455) — галактика в созвездии Телескоп.
Этот объект входит в число перечисленных в оригинальной редакции «Нового общего каталога».